# Enicospilus evanescens
Enicospilus evanescens là một loài tò vò trong họ Ichneumonidae.